# Balfour-nyilatkozat (1926)
Az 1926-os Balfour-nyilatkozat a neve az 1926-ban a Brit Birodalom vezetőinek londoni Birodalmi Konferencián született jelentésnek. A nyilatkozat a nevét a Brit Lord President of the Councilról, Arthur Balfourról, Balfour earljéről kapta. A nyilatkozat megállapítja, hogy az Egyesült Királyság és a domíniumok:
Autonóm közösségek a Brit Birodalmon belül, egyenlőek státuszukban, semmilyen módon nem alárendeltjei egymásnak bel- és külügyeikben, bár egyesíti őket a közös hűség a Koronához és szabad szövetségük mint a Brit Nemzetközösség tagjai.
A birodalomon belüli kapcsolatok bizottsága, melyet Balfour vezetett, készítette elő a dokumentumot a birodalmi miniszterelnökök számára, akik azt november 15-én fogadták el. Eredetileg a dél-afrikai miniszterelnök James Barry Munnik Hertzog és az akkori kanadai miniszterelnök, William Lyon Mackenzie King javaslatára.
A dokumentum elfogadta a növekvő politikai és diplomáciai önállóságát a domíniumoknak, különösen Kanadának, az első világháború óta. Azt is javasolta, hogy a főkormányzók, a király képviselő akik a  korona érdekében a domíniumok államfőiként tevékenykedtek, ne legyenek automatikusan a brit kormány képviselői az országok közötti diplomáciai kapcsolatokban. Az elkövetkező években főmegbízottakat neveztek ki fokozatosan, akiknek a feladatait hamarosan a nagykövetekével azonosnak kezdtek elismerni. Az első ilyen brit főmegbízottat Ottawába nevezték ki 1928-ban.
A konferencia következtetéseit megismételték az 1930-as konferencián és belefoglalták 1931 decemberében a westminsteri statútumba, mellyel a brit parlament lemondott majdnem minden törvényhozási jogköréről a domíniumok felett, kivéve azokról melyekre a domíniumok törvényei felhatalmazták.

## Fordítás
- Ez a szócikk részben vagy egészben  a   Balfour Declaration of 1926 című angol Wikipédia-szócikk ezen változatának fordításán alapul.  Az eredeti cikk szerkesztőit annak laptörténete sorolja fel. Ez a jelzés csupán a megfogalmazás eredetét és a szerzői jogokat jelzi, nem szolgál a cikkben szereplő információk forrásmegjelöléseként.

## Lásd még
- Balfour-nyilatkozat (1917)